# Ion Goanță
A nu se confunda cu Ioan Goanță, fotbalist din Mehedinți.
Ion Goanță (n. 29 martie 1963, Bistreț, România) este un fost fotbalist român care a jucat ca mijlocaș.

## Carieră internațională
Ion Goanță a jucat două meciuri amicale la nivel internațional pentru România, a debutat când a venit ca înlocuitor și l-a înlocuit pe Dorin Mateuț în minutul 70 al unei victorii cu 2–0 împotriva Israelului.